# Capivari de Baixo
Capivari de Baixo är en kommun i Brasilien.   Den ligger i delstaten Santa Catarina, i den södra delen av landet, 1 400 km söder om huvudstaden Brasília. Antalet invånare är 21 689.
Omgivningarna runt Capivari de Baixo är en mosaik av jordbruksmark och naturlig växtlighet. Runt Capivari de Baixo är det tätbefolkat, med 276 invånare per kvadratkilometer.